# Dicotomía este-oeste

Mapamundi que muestra el "mundo oriental", definido como Asia o el "Lejano Oriente", que consta de tres regiones culturales superpuestas: Asia Oriental, Asia Meridional, y Asia Sudoriental (marcadas en verde, naranja y azul respectivamente)

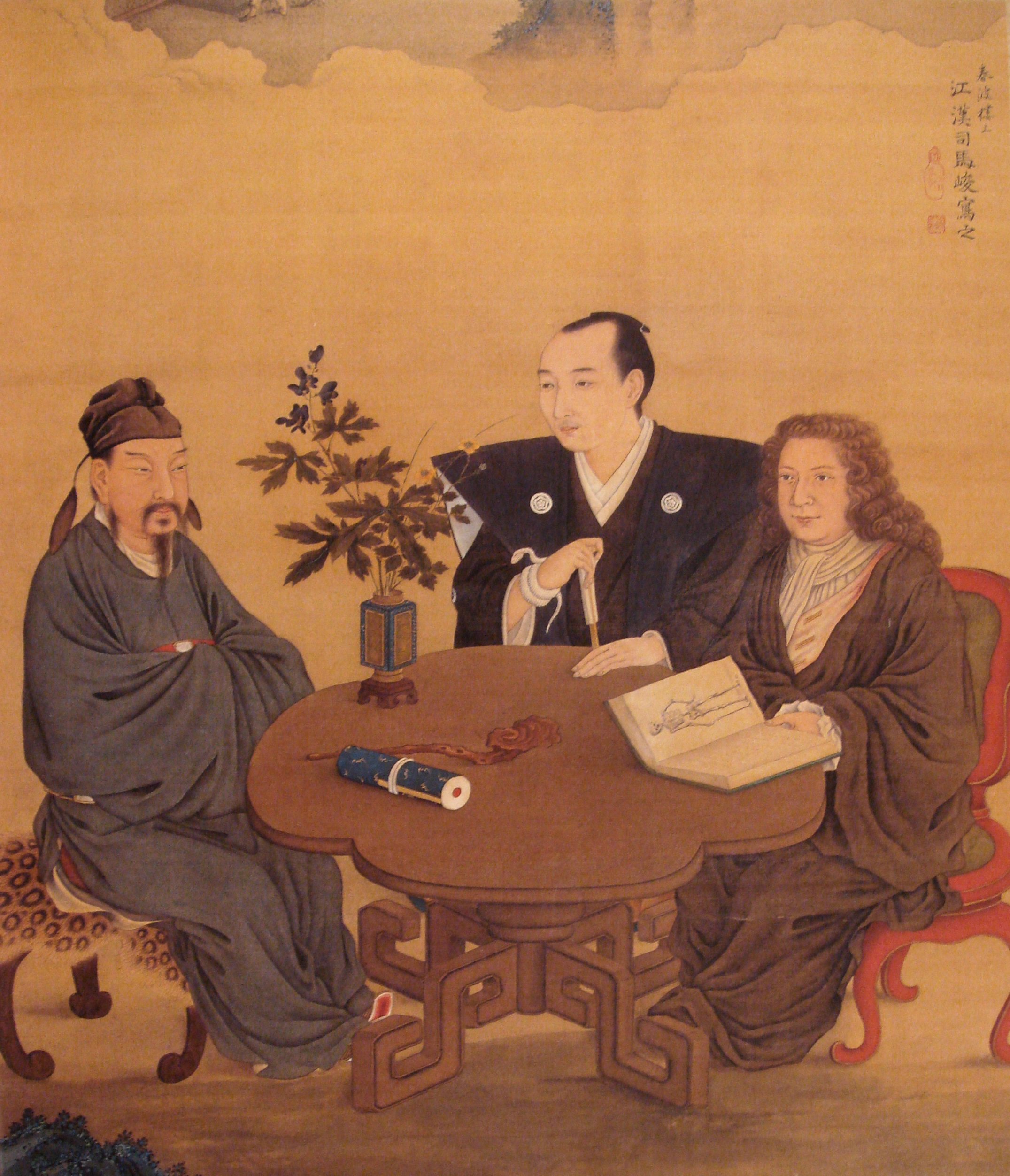
Un encuentro entre Japón, China y Occidente (Shiba Kōkan, finales del)

En sociología, la dicotomía este-oeste hace referencia a la diferencia tradicionalmente percibida entre el mundo oriental y el occidental. Con una división más cultural y religiosa que geográfica, los límites de Oriente y Occidente no son fijos, sino que varían según los criterios adoptados por aquellos que utilizan el término.
Tradicionalmente, Asia (Siberia excluida) se consideraba Oriente, y Europa, Occidente. En la actualidad, Occidente se tiende a dividir en tres categorías: la zona central, la zona marginal y la zona de influencia occidental. 
- La zona central está formada por Australasia (Australia y Nueva Zelanda), América del Norte (Canadá y Estados Unidos), y Europa Occidental (principalmente el Reino Unido y los Estados miembros de la Unión Europea y la Asociación Europea de Libre Comercio).
- La zona marginal está formada por América Latina y el Caribe (incluyendo a México, que geográficamente está en América del Norte), los Estados postsoviéticos, el resto de Europa (principalmente los países de Europa del Este) y Sudáfrica.
- El área de influencia occidental está formada por los países que han adoptado o se han visto influidos por la cultura, la lengua, el sistema político, la religión, el modo de vida o el sistema de escritura occidentales. Algunos ejemplos notables son Hong Kong, India, Israel, Japón, Macao, Mongolia, Singapur, Vietnam, el archipiélago malayo, las islas del Pacífico y la mayoría de los países del África subsahariana. Ocasionalmente, incluso países como Corea del Sur, Taiwán y la mayoría de los países de Oriente Medio y el norte de África se han considerado parte del área de influencia occidental.

El concepto, a pesar de emplearse en estudios de gestión, economía, relaciones internacionales y lingüística, se ha criticado por no atender aspectos como la hibridez regional.

## Divisiones
Desde un punto de vista conceptual, las fronteras son más culturales que geográficas, por lo que Australia se suele incluir en Occidente (a pesar de estar geográficamente en el Este), mientras que las naciones islámicas se incluyen en el Este independientemente de su ubicación. Sin embargo, hay algunas regiones mayoritariamente musulmanas en Europa que no se atienen a esta dicotomía. La línea cultural puede ser difícil de situar en regiones con gran diversidad cultural como Bosnia y Herzegovina, cuyos ciudadanos pueden identificarse a su vez como orientales u occidentales en función de su origen étnico o religioso. Además, los habitantes de distintas partes del mundo perciben las fronteras de forma diferente; por ejemplo, algunos estudiosos europeos definen a Rusia como Oriente, pero la mayoría coincide en que es la parte complementaria de Occidente, y las naciones islámicas la consideran a ella y a otras naciones predominantemente cristianas como Occidente. Otra cuestión sin respuesta es si Siberia (Asia del Norte) forma parte de Oriente o de Occidente.

## Contraste histórico entre Oriente y Occidente
Durante la Edad Media, las numerosas civilizaciones de Oriente y Occidente eran similares en algunos aspectos e irreconciliablemente diferentes en otros. Las diferencias entre los sistemas de clases sociales era una de las principales cuestiones que afectaba a muchos ámbitos de la vida cuando las dos sociedades interactuaban. La división entre el feudalismo y el sistema social oriental, los métodos de comercio y agricultura que compiten entre sí y la diferente estabilidad de los gobiernos provocan una brecha cada vez mayor entre ambos modos de vida. Occidente y las civilizaciones orientales no solo se diferencian por el lugar en que se encuentran, sino también por el sistema de clases sociales, los modos de ganar dinero y los estilos de liderazgo. La vida cotidiana de la gente común en las civilizaciones occidentales y orientales difiere enormemente en función de cómo se dirige la sociedad y de cuáles son las prioridades de esta. El feudalismo y el señorío eran dos características diferenciadoras de Occidente y Oriente. Ambos determinaban la jerarquía social y la vida en general de la gente común en Oriente. El sistema señorial se basaba en el ensalzamiento de un señor que poseía una gran cantidad de tierras. Este tenía siervos y campesinos. A estos últimos los empleaba a cambio de la tierra que obtenían. No obstante, por trabajar, debían pagar una renta de cultivo al señor. Esta sociedad feudal era un sálvese quien pueda, y no ayudaba a la expansión de la civilización. El sistema social de Occidente y Oriente eran diferentes.
Mongolia surgió de tribus nómadas unidas por Gengis Khan. Este conquistó gran parte del territorio circundante y creó un gran imperio. Además, daba a los enemigos a elegir entre unirse a ellos o la muerte. Esta mentalidad se puso de manifiesto cuando conquistaron la mayor parte de Asia y parte de Europa y Oriente Medio. Algo que diferenció la dinastía Tang de China fue su mayor movilidad social. Ofrecían la posibilidad de realizar una serie de pruebas para mejorar el estatus social de los ciudadanos. Así, en lugar de que los puestos de alto rango fueran exclusivamente para los aristócratas, era más fácil que los pobres accedieran a ellos. En Occidente era más difícil ascender o descender dentro del sistema de clases, pero en las civilizaciones orientales esta movilidad era plausible. En China, era posible ascender dentro del sistema de clases mediante la realización de una serie de pruebas, y, en Mongolia, era posible ganar rango en el ejército a través de la movilidad militar, puesto que la sociedad se basaba en la destreza militar. 
Las civilizaciones occidentales y orientales diferían políticamente porque la gente de Oriente no siempre estaba contenta con su liderazgo. Mientras que en Occidente, a pesar de haber muchos gobernantes en un corto periodo de tiempo, nunca hubo malestar en el pueblo. En las civilizaciones orientales hubo grandes rebeliones y largos intervalos entre gobernantes que provocaron disturbios. En Inglaterra hubo una gran guerra por el trono que duró casi un siglo. Entre los siglos XIV y XV, hubo una gran guerra en Inglaterra por el trono que llevó a un llamativo derramamiento de sangre. Francia también tuvo problemas en su gobierno. A pesar de ello, Inglaterra luchó contra los franceses y casi logró ganar la Guerra de los Cien Años. En las civilizaciones orientales, el gobierno no siempre fue estable. En China, uno de los acontecimientos más mortíferos de la historia de la humanidad ocurrió durante la dinastía Tang. La rebelión de An Lushan fue muy sangrienta y muestra de la inestabilidad del gobierno chino. 
Desde el punto de vista económico, las civilizaciones occidentales y orientales eran drásticamente diferentes por la forma en que adquirían el dinero. En China, uno de los principales factores económicos era el comercio. Estaban conectados a Europa por la Ruta de la Seda, conformada por una serie de rutas comerciales desde Asia Oriental hasta Europa. La Ruta de la Seda no solo se utilizaba para el comercio de mercancías, sino también para el intercambio de formas de pensamiento o religión. Los ingleses tenían un tipo especial de feudalismo llamado ¨feudalismo bastardo¨. Este tipo de feudalismo, importante durante la Guerra de las Dos Rosas, se diferenciaba del feudalismo regular en que introducía el dinero en la jerarquía social. Los nobles podían ahora pagar a los caballeros por su servicio con dinero en lugar de darles tierras. Esto fortaleció el sistema feudal porque, si había un gobernante débil, el fuerte gobierno de los nuevos nobles apoyaría al pueblo. Los nobles británicos también crearon la Carta Magna, que tenía el objetivo de reducir el poder de los reyes. Esta monetización del sistema de clases cambió la forma de gobernar Inglaterra y la diferenció de las civilizaciones orientales.

## Conceptos históricos

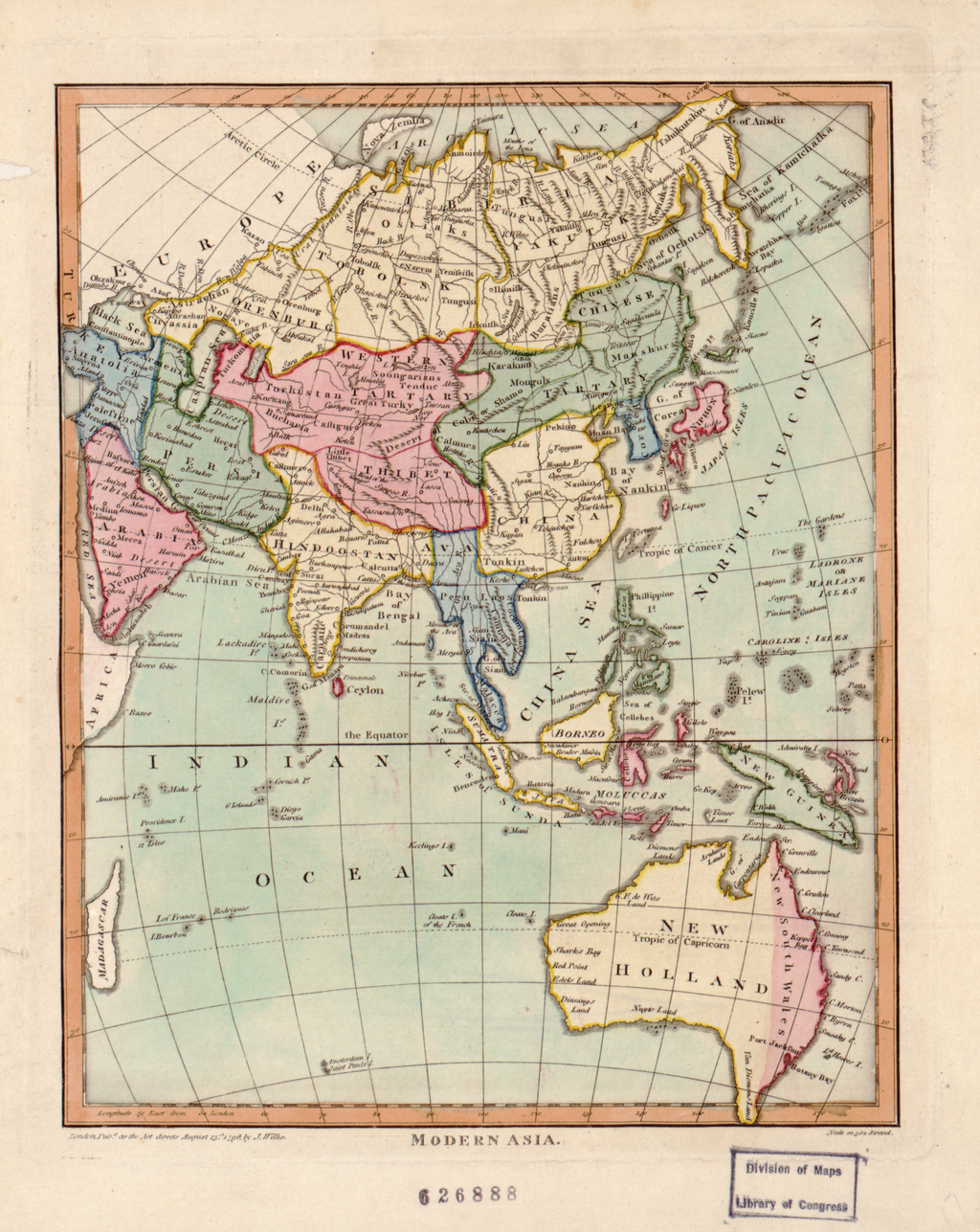
En el siglo XVIII, el mundo oriental comprendía los continentes de Asia y Australia (Nueva Holanda).

El concepto se ha utilizado tanto en las naciones orientales como en las occidentales. En la década de 1920, el sinólogo japonés Tachiba Shiraki escribió sobre la necesidad de unificar el continente asiático -Asia Oriental, Asia Meridional y Asia Sudoriental, pero excluyendo Asia Central y Oriente Medio- y formar un "Nuevo Oriente" que pudiera combinarse culturalmente para equilibrarse con Occidente. Japón siguió haciendo uso de este concepto conocido como "panasiático" durante la Segunda Guerra Mundial por motivos propagandísticos. En China, se encapsuló durante la Guerra Fría en un discurso de 1957 de Mao Zedong, que lanzó lo que se convertiría en un auténtico eslogan cuando dijo: "esta es una guerra entre dos mundos... El viento del oeste no puede prevalecer sobre el viento del este; el viento del este está obligado a prevalecer sobre el viento del oeste".

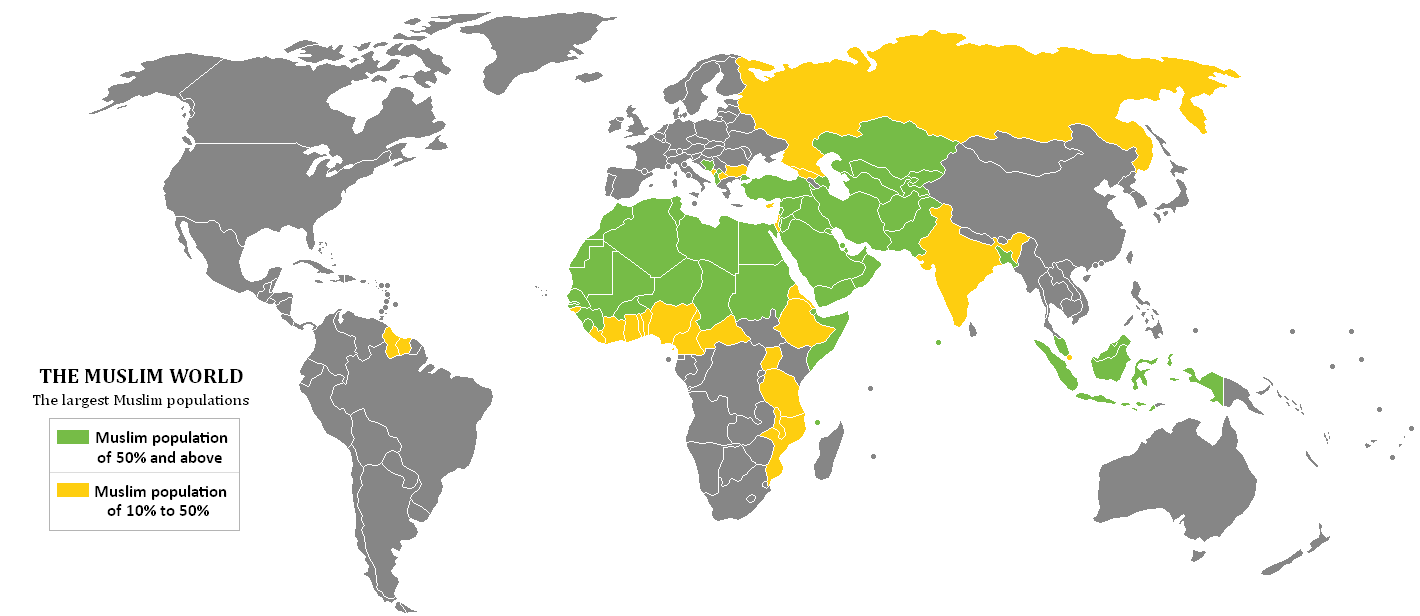
número de musulmanes (en porcentajes): en verde un 50% y, arriba, en amarillo, un 10-49%

Para los escritores occidentales, en la década de 1940, se vinculó con una idea de "nacionalismo frustrado" agresivo, que se consideraba "intrínsecamente antioccidental o no occidental". El sociólogo Frank Furedi escribió: "La evaluación intelectual ya existente del nacionalismo europeo se adaptó al crecimiento de la variedad del Tercer Mundo desarrollando la copla del nacionalismo occidental maduro frente al oriental inmaduro.... Esta dicotomía Este-Oeste se convirtió en una parte aceptada de la teoría política occidental.
El libro Orientalismo de Edward Said (1978) tuvo una gran influencia en el establecimiento de los conceptos de la dicotomía Oriente-Occidente en el mundo occidental, introduciendo en las clases universitarias la noción de Oriente como "caracterizado por sensibilidades religiosas, órdenes sociales familiares y tradiciones eternas" en contraste con la "racionalidad, el dinamismo material y técnico y el individualismo" occidentales. Últimamente, la división también se ha planteado de la siguiente forma: un Oriente islámico vs. un Occidente americano y europeo. Los críticos señalan que la dicotomía Oriente-Occidente islámico/no islámico se complica por la difusión mundial del fundamentalismo islámico y por la diversidad cultural de las naciones islámicas, lo que lleva el argumento ¨más allá de la dicotomía Oriente-Occidente y a una situación tripartita.

## Aplicaciones
La dicotomía Este-Oeste se ha utilizado en el estudio de diversos temas, como la gestión, la economía y la lingüística. Knowledge and Creation Management (2007) la examina como la diferencia en el aprendizaje organizativo entre las culturas occidentales y el mundo oriental. Se ha utilizado para analizar el periodo de rápido crecimiento económico que se ha denominado ¨milagro de Asia Oriental¨ en zonas de Asia Oriental, en particular los Tigres Asiáticos, tras la Segunda Guerra Mundial. Algunos sociólogos, en línea con el Occidente como modelo de modernidad postulado por Arnold J. Toynbee, han percibido la expansión económica como un signo de la "occidentalización" de la región, mientras que otros buscan la explicación en las características culturales/raciales de Oriente, adoptando conceptos de identidad cultural oriental fija en un fenómeno descrito como "Nuevo Orientalismo". Ambos enfoques de la dicotomía Este-Oeste se han criticado por no tener en cuenta la hibridez histórica de las regiones. El concepto también se ha aplicado en el ámbito de la comunicación intercultural. Se dice que los asiáticos adoptan un ¨patrón de discurso inductivo¨ en el que se aborda un tema de forma indirecta, pero que las sociedades occidentales utilizan un ¨discurso deductivo¨ en el que los hablantes rápidamente dan su punto de vista. Esto se atribuye a que los asiáticos dan mayor prioridad a las interrelaciones armoniosas, mientras que los occidentales priorizan la comunicación directa. La obra Intercultural Communication: A Discourse Approach describió la dicotomía Este-Oeste como una ¨falsa dicotomía¨, señalando que tanto los hablantes asiáticos como los occidentales utilizan ambas formas de comunicación.

## Crítica
Además de las dificultades para definir las regiones y pasar por alto la hibridez, la dicotomía Este-Oeste se ha criticado por crear una construcción artificial de la unificación regional que permite que una sola voz reclame la autoridad para hablar en nombre de las multitudes. En Triumph of the East, Mark T. Berger aborda la cuestión en relación con el examen del ¨milagro Este-asiático¨:
El poder histórico de la dicotomía Oriente-Occidente y las concepciones fijas de cultura/raza a las que está vinculada, han permitido cada vez más a las élites nacionales de la región hablar no solo en nombre de sus naciones, sino incluso de Asia y de los asiáticos... Existen numerosos casos de estudiosos occidentales que, con la intención de desafiar la hegemonía norteamericana u occidental tanto en términos materiales como discursivos, acaban privilegiando de forma acrítica los relatos de las élites que ostentan el poder en Asia como auténticos representantes de una determinada nación o formación social no occidental (y también contribuyen a que se siga utilizando la dicotomía Este-Oeste).

## Lecturas complementarias
- Balancing the East, Upgrading the West; U.S. Grand Strategy in an Age of Upheaval by Zbigniew Brzezinski January/February 2012 Foreign Affairs

- Datos: Q4162564
- Multimedia: East-West divide / Q4162564